# Helicobacter anseris
Helicobacter anseris (лат.) — вид грамотрицательных спиралевидных бактерий из семейства Helicobacteraceae порядка Campylobacterales. Является микроаэрофильной.
Впервые была выделена из фекалий гусей. Аналогично другим кишечным бактериям рода (например, Helicobacter canadensis), может представлять зоонозный риск, так как фекалии гусей могут попадать в водные пути в парках и районах, прилегающих к поверхностным водным путям.